# Tibia (gênero)
Tibia (denominados tibia, em inglês, ou tíbia - com acentuação gráfica -, em português -sing.) é um gênero de moluscos gastrópodes marinhos e operculados, pertencente à família Rostellariidae na subclasse Caenogastropoda e ordem Littorinimorpha; classificado por Peter Friedrich Röding, em 1798, ao nomear a espécie Tibia insulaechorab. Contém apenas quatro espécies descritas e distribuídas pelas costas do Indo-Pacífico; estando classificadas entre os Strombidae no século XX. Sua espécie-tipo é Tibia fusus, nomeada Murex fusus (no gênero Murex) por Carolus Linnaeus, em 1758, na sua obra Systema Naturae.

## Descrição
Compreende, em sua totalidade, caramujos de conchas alongadas, com espiral em forma de fuso ou turriforme e de ápice pontiagudo, ocupando quase o seu comprimento total, até sua volta final; tendo superfícies lisas e brilhantes, não-revestidas por relevo de linhas em espiral e geralmente de coloração castanho-avermelhada. O canal sifonal pode ser longo ou apenas destacado e seu lábio externo é levemente engrossado, geralmente provido de prolongamentos que o tornam mais ou menos ondulado ou plissado. Sua columela não possui pregas.

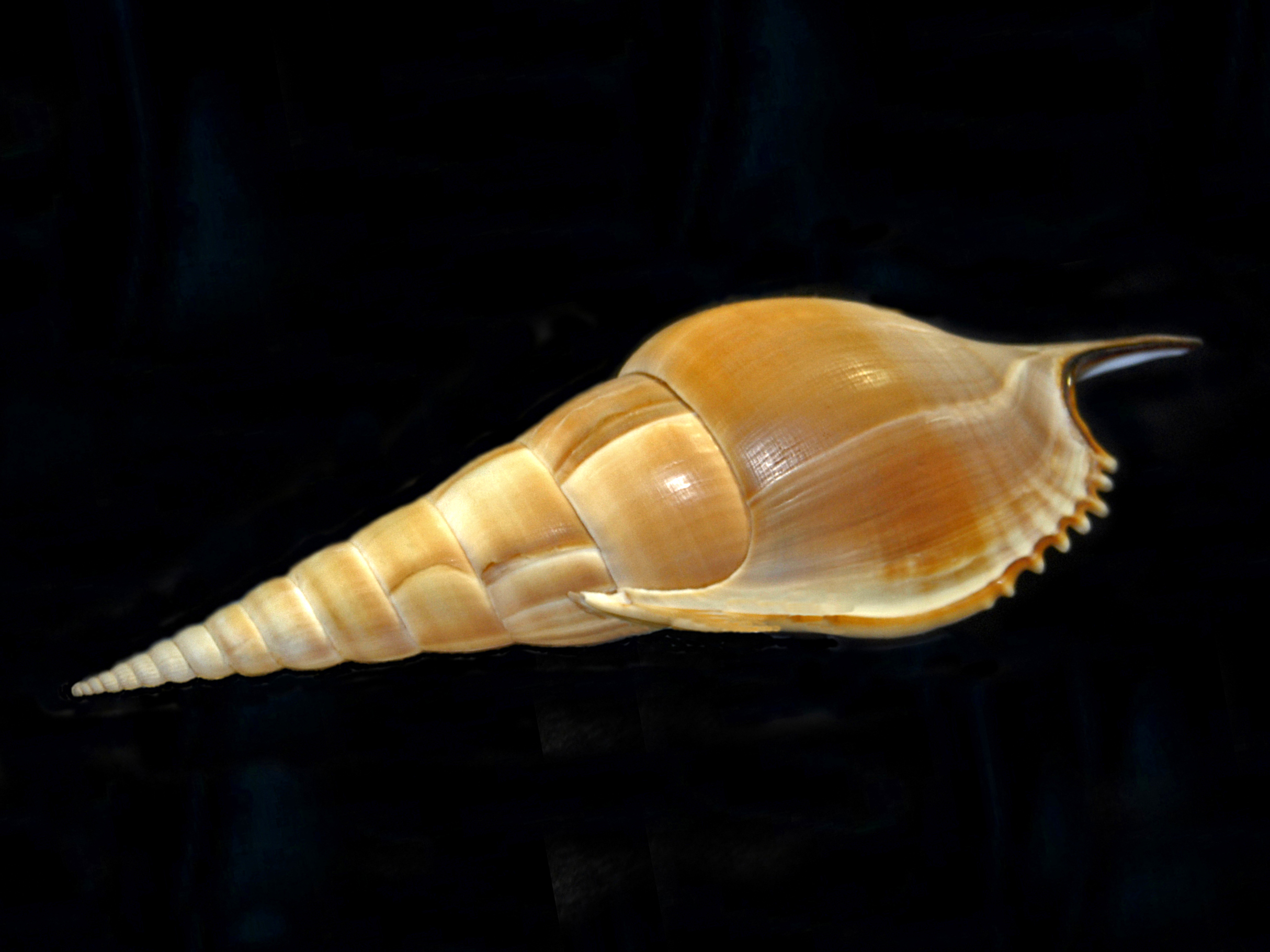
Vista lateral da concha de Tibia insulaechorab Röding, 1798[11] com o lábio externo de sua abertura voltado para o observador. Espécie do oceano Índico.

## Etimologia deTibia
A etimologia de Tibia provém do latim; significando os ossos inferiores da perna humana, mas também um tipo de cachimbo ou flauta; na antiga Grécia, denominado aulo.

## Espécies deTibia
De acordo com o World Register of Marine Species.
Tibia fusus (Linnaeus, 1758)
Tibia insulaechorab Röding, 1798
Tibia curta (G. B. Sowerby II, 1842)
Tibia melanocheilus (A. Adams, 1855)

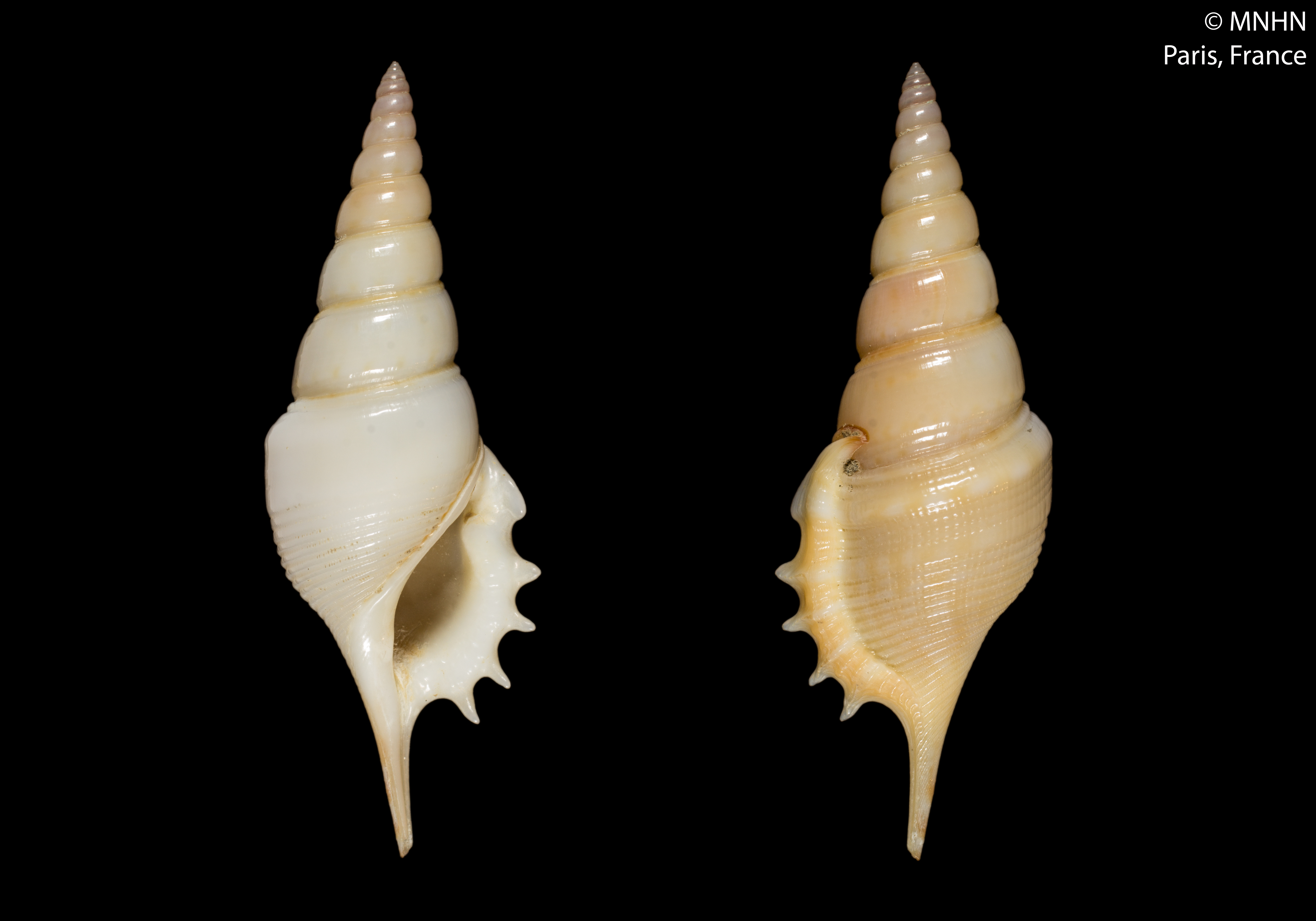
Duas vistas da concha de Rimellopsis powisii (Petit de la Saussaye, 1840);[4] espécime coletado na Nova Caledónia, Oceania; no passado pertencente ao gênero Tibia.